# Threat Signal
Threat Signal is een Canadese metalcoreband uit Hamilton, Ontario.

## Biografie

### Beginjaren
Threat Signal werd opgericht in de zomer van 2003 door de neven Jon en Rich Howard, bij wie gitarist Kyle McKnight zich korte tijd later aansloot. Het trio stuitte vervolgens, begin 2004, op drummer Adam Matthews. Threat Signal plaatste het nummer Rational Eyes op het internetplatform GarageBand.com, waar het na enkele weken de nummer 1-positie op de internationale metalhitlijst bereikte. Voor dit nummer ontving de band vele prijzen, onder meer voor beste gitaar, beste drums, beste mannenstem, beste productie, lied van de week en lied van de dag. In augustus 2004 sloot McKnights vroegere gitaarleraar Eric Papky zich als basgitarist bij de band aan. Het succes op GarageBand.com trok al snel de aandacht van een platenmaatschappij en zorgde voor een schare liefhebbers nog voordat de band ooit live had gespeeld. Marco Bresette verving in augustus 2005 Eric Papky op basgitaar.

### Nuclear Blast enUnder Reprisal
Na het grootste deel van 2004 en 2005 te hebben besteed aan het schrijven en opnemen van demo's, reisde de band naar Los Angeles om in september 2005 met Christian Olde Wolbers van Fear Factory muziek op te gaan nemen. In november van dat jaar deelde de band mee dat zij een contract hadden gesloten met de Duitse platenmaatschappij Nuclear Blast. Eind 2005 verliet Adam Matthews de band. Hij werd vervangen door George Parfitt uit Pittsburgh, Pennsylvania. In juli nam de band deel aan het Earthshaker Fest in Duitsland, samen met beroemde bands als Scar Symmetry, Communic en Arch Enemy. Op 1 augustus 2006 liet de band weten dat gitarist Rich Howard de band had verlaten om zich aan andere zaken te wijden. Hij werd vervangen door de bassist van de band, Marco Bressette. Dit had tot gevolg dat de band geen basgitarist meer had, maar eind september werd meegedeeld dat Pat Kavanagh de nieuwe bassist zou worden. In oktober begon de band aan een tournee door Noord-Amerika met Soilwork, Mnemic en Darkest Hour. De tournee eindigde in november, maar de band kondigde al meteen een nieuwe tournee door Noord-Amerika aan, die begin 2007 zou beginnen.

### Nieuw materiaal, tournees en veranderingen in de bezetting
In maart 2007 begon Threat Signal te werken aan een demo met nieuw materiaal, maar de band kreeg voor de tweede keer te maken met het vertrek van een van de bandleden, ditmaal Marco Bressette. De band deelde nog diezelfde dag mee op zoek te zijn naar een nieuwe gitarist, terwijl Rich Howard tijdelijk zou terugkeren om in te vallen bij de nog komende optredens. Threat Signal werd gevraagd de Tour and Loathing-tournee te openen, samen met Protest the Hero, All That Remains, Blessthefall en The Holly Springs Disaster. Vlak na deze tournee, in juni 2007, verliet gitarist Kyle McKnight de groep vanwege persoonlijke meningsverschillen met de andere bandleden. Ook de drummer van de band, George Parfitt, vertrok in 2007, omdat hij meer tijd aan zijn gezin wilde besteden. De overgebleven leden van de band, Jon Howard en Pat Kavanagh, zorgden ervoor dat de band weer werd aangevuld met nieuwe leden, te weten drummer Norm Killeen en gitaristen Travis Montgomery en Adam Weber.
In 2008 sloten Jon Howard en Pat Kavanagh zich aan bij de nieuwe band Arkaea, die verder bestond uit voormalige leden van Fear Factory: drummer Raymond Herrera en gitarist Christian Olde Wolbers (die Threat Signals debuutalbum Under Reprisal had geproduceerd).

### Vigilance
Het tweede album van Threat Signal, Vigilance, dat werd geproduceerd door Howard (het enige overgebleven oorspronkelijke bandlid) en gemixt door Greg Reely, verscheen op 8 september 2009 in Noord-Amerika en op 11 september 2009 in Europa. Van het nummer Severed werd een muziekvideo gemaakt. Op 15 juli bracht de band een 32 minuten durende video uit over de totstandkoming van het nieuwe album, met beelden van de opnamen, het schrijven van de nummers en enkele interviews met bandleden. Van het album werden in de Verenigde Staten in de eerste week 1.100 exemplaren verkocht, terwijl de band met Epica en later Dark Tranquillity op tournee was om het album meer bekendheid te geven.

## Leden

### Huidige bezetting
- Jon Howard – zang (sinds 2003)
- Pat Kavanagh – basgitaar, achtergrondzang (sinds 2006)
- Travis Montgomery – leadgitaar (sinds 2007)
- Chris Feener - (gitaar) (sinds 2010)
- Alex Rüdinger - drums (sinds 2010)

### Voormalige leden
- Adam Weber – slaggitaar (2007-2010)
- Norman Killeen – drums (2007-2010)
- Kyle McKnight – leadgitaar (2003–2007)
- George Parfitt – drums (2005-2007)
- Rich Howard – slaggitaar, achtergrondzang (2003–2006, 2007)
- Marco Bressette – basgitaar (2005-2006), slaggitaar (2006–2007)
- Eric Papky – basgitaar (2004-2005)
- Adam Matthews – drums (2004-2005)

## Discografie

### Albums
- Under Reprisal (Nuclear Blast, 2006)
- Vigilance (Nuclear Blast, 2009)
- Threat Signal (Nuclear Blast, 2011)
- Disconnect (Agonia, 2016)

### Singles
- Rational Eyes (Nuclear Blast, 2006)
- A New Beginning (Nuclear Blast, 2008)
- Through My Eyes (Nuclear Blast, 2009)
- Fallen Disciples (Nuclear Blast, 2011)
- Face The Day (Nuclear Blast, 2011)